# 아랍계 아르헨티나인

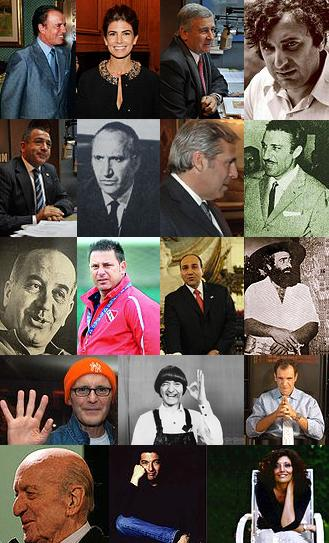

아랍계 아르헨티나인들은 아르헨티나에 거주하는 아랍인과 그 후손들을 의미한다. 350만 명의 아랍인들이 아르헨티나에 거주하고 있으며, 시리아와 레바논출신들이 대부분을 차지한다. 이들은 19세기에 아르헨티나로 이주를 했으며, 레바논과 시리아에서 이주를 했다. 1891년에서 1920년까지 36만7,348명의 아랍인들이 아르헨티나로 이주했다.